# شلدون (مینه‌سوتا)
شلدون (به انگلیسی: Sheldon) یک منطقهٔ مسکونی در ایالات متحده آمریکا است که در شهرستان هیوستون، مینه‌سوتا واقع شده‌است. شلدون ۲۳۱٫۰۴ متر بالاتر از سطح دریا قرار دارد.